# Перевідний карбованець
Перевідний рубль (карбованець) (рос. Переводной рубль) — розрахункова одиниця і засіб платежу в управлінні соціалістичним виробництвом у взаємних міждержавних розрахунках країн — членів Ради Економічної Взаємодопомоги (РЕВ). Колективна наднаціональна грошова одиниця, міжнародна валюта, яку країни РЕВ прийняли для обслуговування свого платіжного балансу. Перевідний рубль не був вільно конвертованою валютою. Ця валюта була  запроваджена відповідно до Угоди країн — членів РЕВ про багатосторонні розрахунки в перевідних карбованцях від 22.10.1963 року. Використовувати почали з 1 січня 1964 року. Не мав предметної форми, наприклад банкнот чи монет. Використовувався тільки для безготівкових розрахунків та існував лише у вигляді записів на спеціальних рахунках Міжнародного банку економічного співробітництва (МБЕС), Міжнародного інвестиційного банку (МІБ) або банків країн-учасників. Золотий вміст Перевідного карбованця — 0,987412 г чистого золота. Принципово відрізнявся від національних валют країн-членів РЕВ, у тому числі й від радянського карбованця.
Після 1956 р. країни РЕВ почали розвивати співробітництво на плановій основі. У 1962 році був заснований Міжнародний банк економічного співробітництва, який фінансував будівництво спільних підприємств і здійснював багатосторонні розрахунки у перевідних рублях. Банк організував будівництво спільними зусиллями СРСР, НДР, Польщі, Чехословаччини та Угорщини нафтопроводу «Дружба» й електроенергетичної системи «Мир».
До 25-річчя МБЕС була випущена пам'ятна монета-сувенір — «Перевідний карбованець». Монета була зроблена з мідно-нікелевого сплаву, діаметр 30 мм.